# Reine Audu
Louise Reine Audu († 1793) byla Francouzka, prodavačka ovoce v Paříži a postava Francouzské revoluce. Je známá účastí na pochodu žen na Versailles a dobytí Tuilerijského paláce.

## Životopis
Její skutečné jméno bylo Louise-Renée Leduc. Uváděla, že se narodila v Château-Gontier.
Od roku 1789 se účastnila událostí Francouzské revoluce. Dne 5. října 1789 se zúčastnila průvodu žen (hlavně žen z Les Halles), které se vydaly do Versailles požadovat od krále chléb. Paříž tehdy trpěla velkým nedostatkem chleba, zatímco v okolí hlavního města byl chleba dostatek. Možná byla jednou z pěti žen, které vstoupily do královských komnat s Mounierem, tehdejším předsedou Národního shromáždění, a nechaly ho mimo jiné schválit Deklaraci lidských práv. Ženy a pařížští francouzští strážci, kteří se k nim připojili, přivedli krále a královskou rodinu zpět do Paříže. Reine Audu je na všech dobových tiscích zobrazena na koni nebo na kanónech rekvírovaných při ženském pochodu. Byla jedinou osobou formálně obviněnou a uvězněnou po ženském pochodu.
Zůstala ve vězení v Grand Châtelet a poté v Conciergerie až do 15. září 1791. Byla propuštěna díky klubu kordeliérů a Louise-Barthélemyho Chenauxe. Aktivně se účastnila útoku na Tuilerijského paláce obyvateli Paříže 10. srpna 1792. Pařížská komuna ji poctila měšťanskou korunou a mečem a poté ji zaměstnala ve správě výživy.
Pierre Joseph Alexis Roussel v díle publikovaném v roce 1802 uvádí, že Reine Audu zemřela v roce 1793 v nemocnici pro duševně choré.